# Bahnstrecke Schönebeck–Glindenberg
| Streckennummer: | 6406                 |                                                              |                                                              |
| Streckenlänge: | 24,3 km              |                                                              |                                                              |
| Spurweite: | 1435 mm (Normalspur) |                                                              |                                                              |
| Stromsystem: | 15 kV 16,7 Hz ~      |                                                              |                                                              |
| |                      |                                                              |                                                              |
| \| \| \| von Stendal \| \| \| \| \| von Oebisfelde \| \| \| \| 24,3 \| Abzw Glindenberg \| Abzw Glindenberg \| \| \| \| A 2 \| \| \| \| \| \| \| \| \| \| Magdeburg-Rothensee \| \| \| \| 21,2 \| Magdeburg-Rothensee Ausfahrgruppe \| Magdeburg-Rothensee Ausfahrgruppe \| \| \| \| Magdeburg-Eichenweiler Üst \| \| \| \| 20,8 \| Magdeburg-Rothensee Einfahrgruppe \| Magdeburg-Rothensee Einfahrgruppe \| \| \| \| Magdeburg-Eichenweiler \| \| \| \| \| Hafenbahn Magdeburg \| \| \| \| \| \| \| \| \| \| von Berlin \| \| \| \| \| \| \| \| \| \| \| \| \| \| 17,5 \| Magdeburg-Neustadt \| Magdeburg-Neustadt \| \| \| 15,2 \| Magdeburg Hbf \| Magdeburg Hbf \| \| \| \| nach Braunschweig \| \| \| \| \| Magdeburg Hasselbachplatz \| \| \| \| \| von Biederitz \| \| \| \| 12,6 \| Magdeburg-Buckau \| Magdeburg-Buckau \| \| \| \| \| \| \| \| \| \| \| \| \| \| \| \| \| \| \| \| \| \| \| \| \| \| \| \| \| Magdeburg SKET Industriepark (früher Magdeburg Thälmannwerk) \| \| \| \| \| \| \| \| \| 4,7 \| Bk Magdeburg-Fermersleben \| Bk Magdeburg-Fermersleben \| \| \| \| nach Halberstadt \| \| \| \| \| \| \| \| \| 10,8 \| Magdeburg-Buckau Bbf (früher Magdeburg-Buckau Rbf) \| Magdeburg-Buckau Bbf (früher Magdeburg-Buckau Rbf) \| \| \| \| \| \| \| \| \| nach Abzw Wolfsfelde \| \| \| \| \| Magdeburg-Salbke \| \| \| \| 7,5 \| Magdeburg Südost \| Magdeburg Südost \| \| \| \| Schönebeck-Frohse \| \| \| \| 1,0 \| Schönebeck (Elbe) Gbf \| Schönebeck (Elbe) Gbf \| \| \| \| von Blumenberg \| \| \| \| \| Hafenbahn \| \| \| \| \| Anschluss Hermania \| \| \| \| \| \| \| \| \| 0,0 \| Schönebeck (Elbe) \| Schönebeck (Elbe) \| \| \| \| nach Güsten \| \| \| \| \| nach Leipzig \| \| |                      |                                                              |                                                              |
| Strecke |                      | von Stendal                                                  | von Stendal                                                  |
| Abzweig geradeaus und von rechts |                      | von Oebisfelde                                               | von Oebisfelde                                               |
| Blockstelle | 24,3                 | Abzw Glindenberg                                             | Abzw Glindenberg                                             |
| Strecke mit Straßenbrücke |                      | A 2                                                          | A 2                                                          |
| Abzweig geradeaus und nach links · Strecke von rechts |                      |                                                              |                                                              |
| Haltepunkt / Haltestelle · Strecke |                      | Magdeburg-Rothensee                                          | Magdeburg-Rothensee                                          |
| Strecke · Dienststation / Betriebs- oder Güterbahnhof | 21,2                 | Magdeburg-Rothensee Ausfahrgruppe                            | Magdeburg-Rothensee Ausfahrgruppe                            |
| Überleitstelle / Spurwechsel · Strecke |                      | Magdeburg-Eichenweiler Üst                                   | Magdeburg-Eichenweiler Üst                                   |
| Strecke · Dienststation / Betriebs- oder Güterbahnhof | 20,8                 | Magdeburg-Rothensee Einfahrgruppe                            | Magdeburg-Rothensee Einfahrgruppe                            |
| Haltepunkt / Haltestelle · Strecke |                      | Magdeburg-Eichenweiler                                       | Magdeburg-Eichenweiler                                       |
| Strecke · Abzweig geradeaus und von links |                      | Hafenbahn Magdeburg                                          | Hafenbahn Magdeburg                                          |
| Strecke von links · Kreuzung geradeaus unten · Abzweig geradeaus und nach rechts |                      |                                                              |                                                              |
| Strecke · Strecke · Abzweig nach links und von links |                      | von Berlin                                                   | von Berlin                                                   |
| Strecke · Strecke nach halblinks · Strecke nach halbrechts |                      |                                                              |                                                              |
| Strecke · Strecke von halblinks · Strecke von halbrechts |                      |                                                              |                                                              |
| Dienststation / Betriebs- oder Güterbahnhof · Bahnhof · Bahnhof | 17,5                 | Magdeburg-Neustadt                                           | Magdeburg-Neustadt                                           |
| Dienststation / Betriebs- oder Güterbahnhof · Bahnhof · Bahnhof | 15,2                 | Magdeburg Hbf                                                | Magdeburg Hbf                                                |
| Kreuzung rechts · Kreuzung rechts · Abzweig geradeaus und nach rechts |                      | nach Braunschweig                                            | nach Braunschweig                                            |
| Strecke · Strecke · Haltepunkt / Haltestelle |                      | Magdeburg Hasselbachplatz                                    | Magdeburg Hasselbachplatz                                    |
| Verschwenkung von links · Verschwenkung von links · Verschwenkung von links · Verschwenkung von rechts und ehemals von links |                      | von Biederitz                                                | von Biederitz                                                |
| Dienststation / Betriebs- oder Güterbahnhof · Bahnhof · Bahnhof · Strecke | 12,6                 | Magdeburg-Buckau                                             | Magdeburg-Buckau                                             |
| Strecke nach halblinks · Strecke nach halbrechts · Strecke · Strecke |                      |                                                              |                                                              |
| Strecke von halblinks · Strecke von halbrechts · Strecke · Strecke |                      |                                                              |                                                              |
| Strecke · Strecke nach halblinks · Strecke nach halbrechts · Strecke |                      |                                                              |                                                              |
| Strecke · Strecke von halblinks · Strecke von halbrechts · Strecke |                      |                                                              |                                                              |
| |                      |                                                              |                                                              |
| Haltepunkt / Haltestelle · Haltepunkt / Haltestelle · Strecke · Strecke |                      | Magdeburg SKET Industriepark (früher Magdeburg Thälmannwerk) | Magdeburg SKET Industriepark (früher Magdeburg Thälmannwerk) |
| |                      |                                                              |                                                              |
| Strecke · ehemalige Blockstelle · Strecke · Strecke | 4,7                  | Bk Magdeburg-Fermersleben                                    | Bk Magdeburg-Fermersleben                                    |
| Strecke nach rechts · Strecke · Abzweig geradeaus und von links · Strecke nach rechts |                      | nach Halberstadt                                             | nach Halberstadt                                             |
| |                      |                                                              |                                                              |
| Strecke · Dienststation / Betriebs- oder Güterbahnhof | 10,8                 | Magdeburg-Buckau Bbf (früher Magdeburg-Buckau Rbf)           | Magdeburg-Buckau Bbf (früher Magdeburg-Buckau Rbf)           |
| |                      |                                                              |                                                              |
| Kreuzung geradeaus unten (Querstrecke außer Betrieb) · Abzweig geradeaus und ehemals nach rechts |                      | nach Abzw Wolfsfelde                                         | nach Abzw Wolfsfelde                                         |
| Haltepunkt / Haltestelle · Strecke |                      | Magdeburg-Salbke                                             | Magdeburg-Salbke                                             |
| Bahnhof · Dienststation / Betriebs- oder Güterbahnhof | 7,5                  | Magdeburg Südost                                             | Magdeburg Südost                                             |
| Haltepunkt / Haltestelle · Strecke |                      | Schönebeck-Frohse                                            | Schönebeck-Frohse                                            |
| Strecke · Dienststation / Betriebs- oder Güterbahnhof | 1,0                  | Schönebeck (Elbe) Gbf                                        | Schönebeck (Elbe) Gbf                                        |
| Abzweig geradeaus und ehemals von rechts · Strecke |                      | von Blumenberg                                               | von Blumenberg                                               |
| Strecke · Abzweig geradeaus und von links |                      | Hafenbahn                                                    | Hafenbahn                                                    |
| Strecke · Abzweig geradeaus und von links |                      | Anschluss Hermania                                           | Anschluss Hermania                                           |
| Verschwenkung nach links · Verschwenkung nach rechts |                      |                                                              |                                                              |
| Bahnhof | 0,0                  | Schönebeck (Elbe)                                            | Schönebeck (Elbe)                                            |
| Abzweig geradeaus und nach rechts |                      | nach Güsten                                                  | nach Güsten                                                  |
| Strecke |                      | nach Leipzig                                                 | nach Leipzig                                                 |

Die Bahnstrecke Schönebeck–Glindenberg ist eine Hauptbahn in und um Magdeburg, die ausschließlich im Güterverkehr betrieben wird. Die Strecke ist zweigleisig und elektrifiziert. Sie dient dazu, Bahnhöfe zu umfahren und so Engpässe zu vermeiden.

## Geschichte
Die Güterstrecke wurde am 1. Juli 1925 eröffnet.
Die Elektrifizierung erfolgte abschnittsweise. Am 30. September 1956 wurde der 12,6 Kilometer lange Abschnitt Schönebeck (Elbe)–Magdeburg-Buckau Rangierbahnhof elektrifiziert. Der 2,5 Kilometer lange Abschnitt Magdeburg-Buckau Rangierbahnhof–Magdeburg Hauptbahnhof folgte am 6. Januar 1957. Anschließend rüstete man am 31. Januar 1974 den 5,9 Kilometer langen Abschnitt Magdeburg Hauptbahnhof–Magdeburg-Rothensee mit Oberleitungen aus. Schließlich wurde auch der 3,1 Kilometer lange Abschnitt Magdeburg-Rothensee–Abzweig Glindenberg elektrifiziert.

Im dritten Gutachterentwurf des Deutschlandtakts ist ein Ausbau der Strecke für den Personenverkehr unterstellt. Damit soll der Zulauf des Personenverkehrs auf den Knoten Magdeburg (als Nullknoten) optimiert werden. Dafür sind, zum Preisstand von 2015, Investitionen von 372 Millionen Euro vorgesehen.

## Streckenverlauf
Die Strecke, die parallel zu anderen Magdeburg durchlaufenden Eisenbahnlinien führt, beginnt am Abzweig Glindenberg nördlich von Magdeburg. Nach einer Unterquerung der Bundesautobahn 2 wird der Güterbahnhof Rothensee durchlaufen. Nach einem Anschluss zur Hafenbahn Magdeburg, einer Brücke, welche die Bahnstrecke Magdeburg–Wittenberge und die Bahnstrecke Glindenberg–Oebisfelde, und einer Verbindungskurve zur Bahnstrecke Berlin–Magdeburg werden die Güterverkehrsteile der Bahnhöfe Magdeburg-Neustadt, Magdeburg Hauptbahnhof erreicht. Anschließend wird die Bahnstrecke Braunschweig–Magdeburg mit zwei Verbindungskurven zur Güterstrecke gekreuzt und der Güterverkehrsteil des Bahnhofs Magdeburg-Buckau durchlaufen. Im weiteren Verlauf werden die Strecken Bahnstrecke Magdeburg–Thale und Bahnstrecke Magdeburg–Leipzig über die Bahnstrecke Schönebeck–Glindenberg überführt und der Betriebsbahnhof Buckau wird erreicht. Anschließend folgen ein ehemaliger Abzweig der früheren Streckenführung der Bahnstrecke Magdeburg–Thale und der Güterverkehrsteil des Bahnhofs Magdeburg Südost. Im weiteren Verlauf befindet sich der Güterbahnhof Schönebeck (Elbe). Schließlich wird der Bahnhof Schönebeck (Elbe) nach zwei Industrieanschlüssen erreicht.